# Felice... Felice...
Pour plus de détails, voir Fiche technique et Distribution.
Felice... Felice... est un film néerlandais réalisé par Peter Delpeut, sorti en 1998. Il est inspiré de la vie de Felice Beato.

## Synopsis
À la fin du XIXe siècle, un photographe retourne au Japon et découvre que sa femme a disparu.

## Fiche technique
- Titre : Felice... Felice...
- Réalisation : Peter Delpeut
- Scénario : Peter Delpeut
- Photographie : Walther van den Ende
- Montage : Menno Boerema
- Production : Pieter van Huystee et Suzanne van Voorst
- Pays :  Pays-Bas
- Genre : Drame
- Durée : 99 minutes
- Dates de sortie : 
  -  Pays-Bas : 5 février 1998

## Distribution
- Johan Leysen : Felice Beato
- Toshie Ogura : Ume
- Rina Yasami : O-Take
- Noriko Sasaki : Hana
- Yoshi Oida : Matsukichi
- Keiko Miyamoto : l'aubergiste
- Yoshi Ota : Ueno
- Noriko Proett : O-Koma
- Rika Okemoto : O-Tae
- Megumi Shimanuki : Kimiyo
- Kumi Nakamura : O-Kiku
- Togo Igawa : Kurosu
- Noriko Sakura : Hana

## Distinctions
Le film a reçu 3 nominations aux Veaux d'or et a remporté 2 prix : Meilleur film et Meilleur acteur pour Johan Leysen.